# Суши Wok
Суши Wok — російська мережа магазинів формату «take-away» (бери з собою).

## Опис
В магазинах мережі можна замовити страви японської або китайської кухні. Можна їсти прямо в магазині за столиками або забрати із собою додому. Продаються інгредієнти для приготування страв.
Магазини відзначаються невеликими розмірами — всього 40-70 м2. Крім готової їжі можна придбати також посуд та все, що необхідно для самостійного приготування страв із японської та китайської кухні. Популярність магазинів серед покупців власники мережі пояснюють значно нижчою ціною на страви у порівнянні із класичними ресторанами та значною популярністю страв японської та китайської кухонь.

## Розповсюдження
Перший магазин торгової марки відкрито у Петербурзі 2011 року. 2015 року в Петербурзі діяло 50 магазинів, у Москві кількадесят. 2020 року мережа мала в Росії 217 магазинів..
З 2013 року торгова марка діє за франшизою. Більшість магазинів відкриті саме за такою схемою. Франшиза коштує $23,674, окупність — від 6 місяців.
У грудні 2015 року мережа магазинів торгівельної марки налічувала 380 магазинів, більшість з яких розташовані в Росії та Україні.
У 2018 році Роспотребнагляд тимчасово закривав кілька магазинів у Москві та Ленінградській області через виявлені порушення.
У 2023 Росякість знайшла в ролах від цього магазина кишкову паличку.
Станом на травень 2020 року налічує 700 магазинів у 110 містах різних країн.

Суши Wok у Києві вночі

В Білорусі працюють 6 магазинів торгової марки. У Вітебську, Глибокому, Гродно, Мозирі, Новополоцьку та Поставах.
У Польщі магазин мережі є лише у Варшаві.
У Киргизії мережа також представлена лише у Бішкеку.

### В Україні
Перші магазини російської мережі в Україні з'явились у 2014 році.
У Києві, станом на грудень 2015 року 11 магазинів мережі. Крім Києва, розгалужена мережа магазинів існує в Одесі (9 закладів), в Кропивницькому 1 магазин.
Станом на 2020 рік мережа магазинів WOK доступна в 35 містах України, серед яких: Київ, Вінниця, Івано-Франківськ, Одеса, Харків, Львів, Дніпро, Миколаїв, Кропивницький, Чернігів та інші.

#### Діяльність на територіях окупованих Росією
У Криму також працюють магазини торгової марки.